# Sự sống ở các ngôi sao dãy chính loại K
Các ngôi sao theo trình tự chính loại K có thể là ứng cử viên cho việc hỗ trợ sự sống ngoài Trái Đất. Những ngôi sao này được gọi là "ngôi sao Goldilocks" vì chúng phát ra đủ bức xạ trong phổ tia không-UV  để cung cấp nhiệt độ cho phép nước lỏng tồn tại trên bề mặt của một hành tinh; chúng cũng duy trì ổn định trong pha chính dài hơn Mặt trời, cho phép nhiều thời gian hơn để sự sống hình thành trên một hành tinh xung quanh một ngôi sao theo trình tự chính loại K. vùng tồn tại của hành tinh, dao động 0,1-0,4 đến 0,3-1,3 đơn vị thiên văn (AU), tùy thuộc vào kích thước của ngôi sao, thường là đủ xa từ ngôi sao như vậy là không được thủy triều bị khóa đến sao, và để có một hoạt động bùng phát năng lượng mặt trời đủ thấp để không gây chết người. So sánh, các ngôi sao lùn đỏ có quá nhiều hoạt động của mặt trời và nhanh chóng khóa chặt các hành tinh trong vùng có thể ở được của chúng, khiến chúng không phù hợp với cuộc sống. Tỷ lệ của sự sống thông minh phát sinh có thể cao hơn trên các hành tinh xung quanh các ngôi sao theo trình tự chính loại K so với các ngôi sao giống như Mặt trời, có thêm thời gian để nó phát triển. Rất ít hành tinh đã được tìm thấy xung quanh các ngôi sao theo trình tự chính loại K, nhưng những hành tinh đó là ứng cử viên tiềm năng cho sự sống ngoài Trái Đất.

## Vùng có thể sống được
Vùng có thể sống của một ngôi sao loại K nằm trong khoảng từ 0,1-0,4 đến 0,3-1,3 AU từ ngôi sao. Ở đây, các ngoại hành tinh sẽ chỉ nhận được một lượng bức xạ cực tím tương đối nhỏ, đặc biệt là hướng ra rìa ngoài. Điều này thuận lợi để hỗ trợ sự sống, vì nó có nghĩa là có đủ năng lượng bức xạ để cho phép nước lỏng tồn tại trên bề mặt, nhưng không quá nhiều bức xạ để phá hủy sự sống.
Vùng có thể sống được cũng rất ổn định, kéo dài trong hầu hết các pha dãy chính của ngôi sao trình tự chính loại K.

## Các hành tinh có thể ở được xung quanh các ngôi sao theo trình tự chính loại K
Một siêu Trái Đất quay quanh một ngôi sao theo trình tự chính loại K có tên HD 85512 b, cũng như một hành tinh có tên HR 7722 c, với ≥24 ± 5 M⊕ (khối lượng Trái Đất) dường như có tiềm năng sinh sống. Siêu Trái Đất HD 40307 g xung quanh ngôi sao K2.5V HD 40307 cũng quay quanh quỹ đạo trong CHZ, mặc dù nó có quỹ đạo hình elip hợp lý (e = 0,22). Có thể còn nhiều nữa, và kính viễn vọng Kepler (hiện đã không còn hoạt động) là một trong những nguồn thông tin chính của các ngoại hành tinh này. Kepler-62 là một ví dụ về phát hiện của Kepler về một hệ thống bao gồm một sao lùn loại K với các hành tinh có thể ở được quay quanh nó.